# Échestrate
Dans la mythologie grecque, Échestrate (en grec ancien Ἐχέστρατος / Ekhéstratos) est un roi légendaire de Sparte.
Fils d'Agis Ier, petit-fils d'Eurysthénès, il appartient à la maison royale des Agiades. Son fils Léobotès (ou Labotas chez Hérodote) lui succède.

## Sources
- Pausanias, Description de la Grèce [détail des éditions] [lire en ligne] (III, 2).